# 平顶巴蜗牛
平顶巴蜗牛（学名：Bradybaena strictotaenia）为巴蜗牛科巴蜗牛属的动物，是中国的特有物种。分布于四川、甘肃、祁连山、秦岭一带等地，生活环境为陆地，多生活于山区、丘陵坡地潮湿的灌木草丛中、落叶石块下、腐木下以及土、石缝中。

## 亚种
- 丹巴反向巴蜗牛（学名：Bradybaena controversa danbaensis），Chen et Gao于1980年命名，是中国的特有物种。分布于四川、西藏等地，生活环境为陆地，多栖息于高山谷地、河岸边潮湿的灌木草丛中、石块下以及石堆里。其生存的海拔范围为3000至4000米。[2]